# Walter Stokes
Walter Stokes   (23 de maig de 1898 - Stuart, 9 de juny de 1996) va ser un tirador estatunidenc que va competir durant la dècada de 1920.
El 1924 va prendre part en els Jocs Olímpics de París, on disputà set proves del programa de tir. Guanyà la medalla d'or en la prova de rifle lliure per equips, fent equip amb Raymond Coulter, Joseph Crockett, Morris Fisher i Sidney Hinds, i la de bronze en la de tir al cérvol, tret simple per equips, fent equip amb John Boles, Raymond Coulter i Dennis Fenton. En les altres proves destaca la quarta posició en la prova de rifle lliure, 600 metres i la cinquena en la de tir al cérvol, doble tret per equips.